# Port lotniczy Nîmes-Garons
Port lotniczy Nîmes-Garons (IATA: FNI, ICAO: LFTW), (fr. L'Aéroport de Nîmes-Garons) – port lotniczy położony 9 km na południowy wschód od Nîmes, we Francji.

## Linie lotnicze i połączenia
| Linia lotnicza | Kierunek                                                                                              |
| -------------- | --- |
| Ryanair        | 1. Bruksela-Charleroi 2. Fez 3. Marrakesz 4. Porto Sezonowo: 1. Dublin 2. Edynburg 3. Londyn-Stansted |